# Fanny Brun
Pour les articles homonymes, voir Brun.
Fanny Brun est une glaciologue française née en 1991, spécialisée sur le bilan de masse des glaciers, notamment himalayens. Elle est chargée de recherche à l'Institut de recherche pour le développement (IRD). Elle effectue ses recherches à l'Institut des géosciences de l'environnement (IGE) de Grenoble,. En 2024 elle reçoit le prix du collège de France pour ses travaux en glaciologie.

## Biographie
Elle est originaire de Saint-Pancrasse dans le massif de la Chartreuse.

## Formation
Après des études en classes préparatoires BCPST au lycée du Parc à Lyon, Fanny Brun (ou Brun-Barrière) intègre l'École normale supérieure en 2011, dont elle termine la scolarité avec un master en Sciences de la Terre effectué à l'Université Joseph-Fourier de Grenoble. Elle prépare une thèse dans cette même université (devenue Université Grenoble-Alpes).
Elle soutient en 2018 une thèse de doctorat en sciences de la Terre, de l'Univers et de l'Environnement, délivrée par l'Université Grenoble-Alpes intitulée « Influence de la couverture détritique sur le bilan de masse des glaciers des Hautes Montagnes d’Asie : une approche multi-échelle ».

## Travaux de recherche
Fanny Brun étudie la dynamique des glaciers himalayens. Elle a réalisé des observations de terrain lors de plusieurs expéditions,,,. Ces observations sont combinées à des observations satellitaires afin d'élargir ses études à plusieurs glaciers, voire à tout un massif.
Elle s'est intéressée au rôle de la couverture rocheuse sur le bilan de masse des glaciers.
Ces observations satellitaires lui ont permis de quantifier le bilan de masse des glaciers à l'échelle du massif himalayen.
Elle s'intéresse aussi aux impacts du recul des glaciers, notamment sur l'hydrologie des cours d'eau dont le bassin hydrographique les inclut.
En 2024 elle reçoit le prix du collège de France pour ses travaux en glaciologie dans le domaine des sciences de la nature, chimie, physique, sciences mathématiques et informatiques. Elle a reçu ce prix sur le thème « L’eau sur notre planète » pour ses travaux de cartographie des changements d’épaisseur des glaciers en Asie.

## Prix et reconnaissance
- 2018 : lauréate du programme "Pour les femmes et la science" L'Oréal-UNESCO[18],[19],[20] ;
- 2019 :
  - prix de thèse de l'UGA[21] ;
  - prix Prud’homme[22] de la Société météorologique de France ;
- 2019 : premier prix de géophysique[23] décerné par le CNFGG[24].
- 2022 : Early Career Scientist Award de l'International Glaciological Society (IGS)[12].
- 2024 : prix du Collège de France pour les jeunes chercheuses et jeunes chercheurs[25],[26].

## Publications
- (en) Romain Hugonnet, Robert McNabb, Etienne Berthier et Brian Menounos, « Accelerated global glacier mass loss in the early twenty-first century », Nature, vol. 592, no 7856,‎ 29 avril 2021, p. 726–731 (ISSN 0028-0836 et 1476-4687, DOI 10.1038/s41586-021-03436-z, lire en ligne, consulté le 31 décembre 2021)[27],[28],[29].